# Georg Breusing

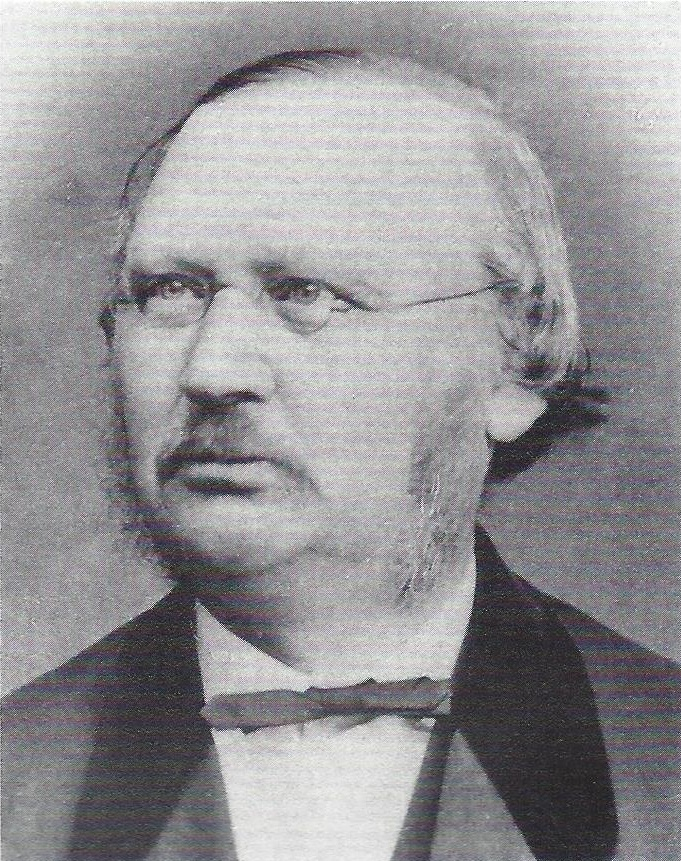
Georg Breusing

Georg Breusing (* 12. März 1820 in Osnabrück; † 13. Juli 1882 in Bad Kreuznach) war ein deutscher Zollbeamter in Emden und gehörte zu den Initiatoren der Deutschen Gesellschaft zur Rettung Schiffbrüchiger (DGzRS).

## Leben
Breusing war der Sohn des Provinzialsteuerdirektors Friedrich Ludwig Wilhelm Breusing und dessen Ehefrau Dorothee Helene Henriette König. Der spätere Direktor der Seefahrtschule in Bremen Arthur Breusing war sein Bruder.
Ab 1838 studierte er Rechtswissenschaft an der Georg-August-Universität Göttingen. 1841 legte er dort das Staatsexamen ab. 1842 ging er zur Steuerdirektion in Leer (Ostfriesland). 1850 wurde er Obersteuerinspektor bei der Steuerdirektion in Aurich. Seit dem 15. September 1852 verheiratet, wurde er Vater von zwei Töchtern und zwei Söhnen; der ältere, Alfred Breusing, war Kapitän zur See und charakterisierter Admiral der Kaiserlichen Marine.
Als Oberzollinspektor in Ostfrieslands Seehafenstadt Emden gründete Breusing am 2. März 1861 den ersten Verein zur Rettung Schiffbrüchiger in Deutschland. Dieser Verein betreute nur die ostfriesische Küste. 1868 ging er in der Deutschen Gesellschaft zur Rettung Schiffbrüchiger (DGzRS) auf, die 1865 in Kiel gegründet wurde. Breusing wurde 1880 nach Bad Kreuznach versetzt, wo er einen Bezirksverein der DGzRS ins Leben rief und bis zu seinem Tod acht Jahre später leitete.

## Ehrungen

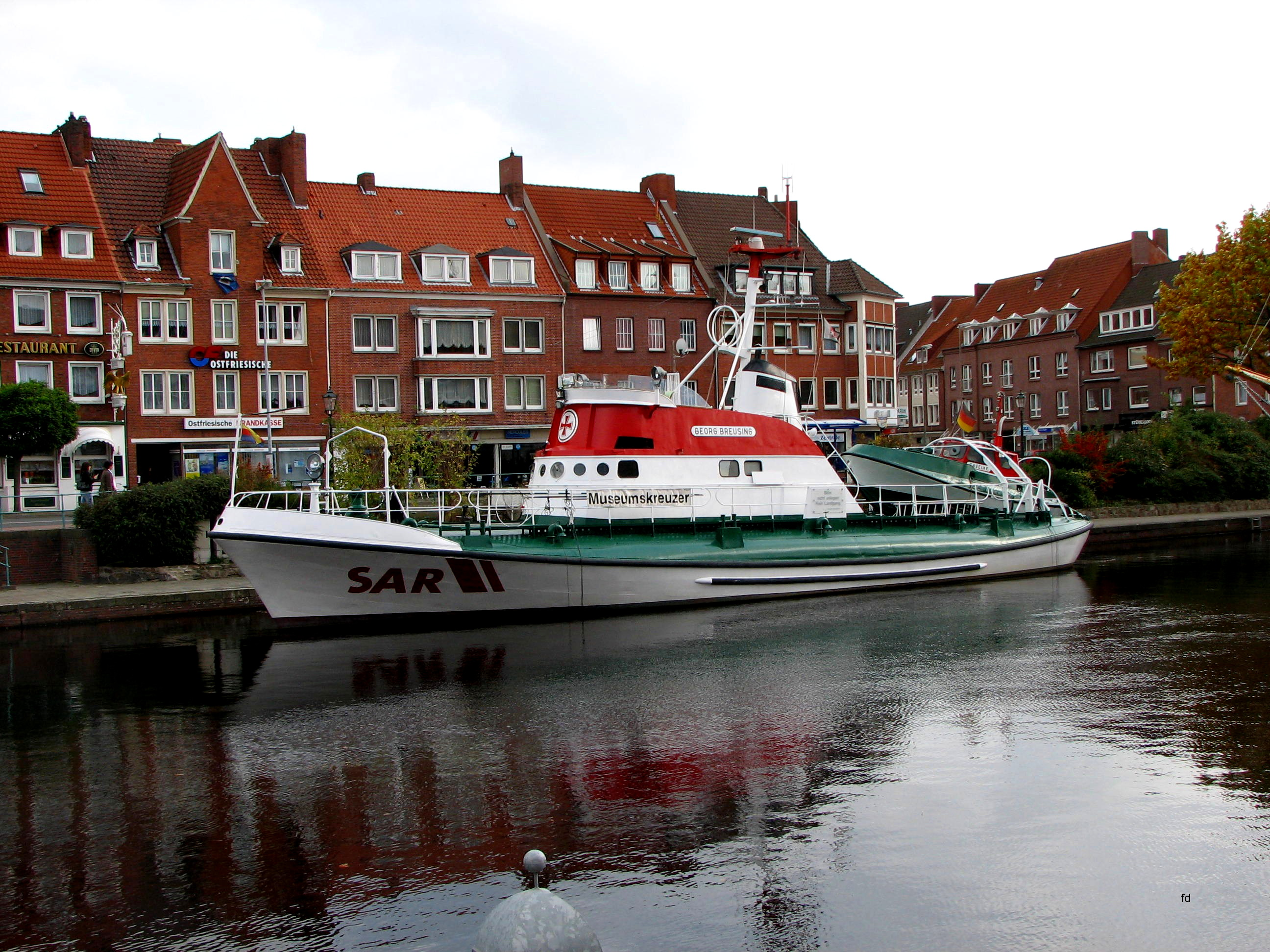
Seenotrettungskreuzer Georg Breusing

Auf seinen Namen wurde 1963 der Seenotrettungskreuzer Georg Breusing getauft, der bis 1988 auf Borkum stationiert war. Heute liegt der Kreuzer als Museumsschiff im Ratsdelft von Emden. Ehrenamtliche Mitglieder des nach Breusing benannten Förderkreises Rettungskreuzer „Georg Breusing“ e. V. pflegen das Schiff und halten die Maschinen bis heute betriebsfähig.
Die Stadt Emden ehrte Breusing, indem sie das Ufer am Emder Rathaus nach ihm benannte. Der Kreuzer liegt an der Georg-Breusing-Promenade und kann besichtigt werden.